# (2570) Porphyro
(2570) Porphyro es un asteroide perteneciente al cinturón de asteroides, descubierto el 6 de agosto de 1980 por Edward Bowell desde la Estación Anderson Mesa (condado de Coconino, cerca de Flagstaff, Arizona, Estados Unidos).

## Designación y nombre
Designado provisionalmente como 1980 PG. Fue nombrado Porphyro en homenaje a “Porphyro” personaje de una poesía de John Keats.